# Ермолаев, Михаил Сергеевич
Михаи́л Серге́евич Ермола́ев (р. 7 ноября 1968, Москва) — российский журналист, филолог, режиссёр, медиаменеджер, один из создателей телеканала РБК-ТВ и его главный редактор в 2003—2010 годах.
С 2014 года — главный редактор корпоративного телеканала РЖД — РЖД-ТВ.

## Деятельность в науке и культуре
С 1988 по 1996 год Михаил учился и работал на филологическом факультете МГУ (студент, аспирант, преподаватель), был главным редактором литературно-критического журнала факультета «Частная мифология», играл в студенческом театре, писал сценарии. Работал на кафедре общего, сравнительно-исторического и прикладного языкознания, от лаборанта до старшего научного сотрудника, под руководством академика Ю. В. Рождественского. Публиковал научные статьи, подготовил к печати книги: «Д. С. Мережковский. Лев Толстой и Достоевский. Вечные спутники», «Легенды и мифы Москвы» (автор концепции, предисловия, послесловий, комментариев).
Второе образование Ермолаев получил во ВГИКе им. С. А. Герасимова по специальности «режиссёр». Читает в этом вузе лекции по восточному кино.
В 1995—2002 гг. периодически читал лекции (текстология, политические процессы) и курировал дипломников в Болонском университете (Италия).
С 1998 по 2002 гг. Ермолаев преподавал на факультете журналистики Университета Российской академии образования (риторика, литературное редактирование, зарубежная литература XX века).
Член жюри различных международных теле- и кинофестивалей. Кандидат экономических наук.
Автор романа «Среди ясного неба» о людях, оказавшихся в ситуации «разгула демократии и бандитизма», но тянущихся к свету и духовному выживанию.

## Деятельность в журналистике
Публиковался в различных популярных журналах. С 1997 по 1998 год Ермолаев был выпускающим редактором глянцевого журнала «Дарин-эксклюзив».
В мае 1997 года Михаил пришёл на телевидение, в программу «Вести». Был редактором-международником, корреспондентом, ведущим, автором документальных фильмов (программа «Репортёр»). В «Вестях» проработал до осени 2000 года.
В 2000 году Ермолаев перешёл на REN-TV — работал шеф-редактором, заместителем главного редактора службы информации, возглавлял отдел региональной и международной информации.
В августе 2002 года Ермолаев получил предложение создать телеканал РБК-ТВ, через год канал вышел в эфир. Главный редактор РБК-ТВ с сентября 2003 по декабрь 2010 г.
Ермолаев создал концепцию медиагруппы «Страна» (телевидение, национальная премия, другие СМИ), в ноябре 2009 года дал технико-технологический старт телеканалу под этим названием, в 2009—2010 гг. — президент группы.
Академик Международной евразийской академии телевидения и радио (МЕАТР) (президент О. М. Попцов).
С 2010 года шеф-редактор журнала японского посольства в Москве «Япония: стили и жизни».
C мая 2011 по апрель 2012 года Ермолаев — генеральный продюсер по информационно-аналитическому вещанию украинского телеканала СТБ.
В июле 2014 года Ермолаев становится главным редактором на корпоративном телеканале ОАО «Российские железные дороги» — «РЖД ТВ». Канал, выходящий в эфир с 1 сентября 2007 года, является лауреатом всероссийского конкурса «Лучшее корпоративное медиа-2017» в номинации «Отраслевые медиа/ТВ».

## Фильмография

### Неигровое кино
- Программа «Репортёр», автор

### Игровое кино
- «До завтра» (2008)
- «В пистолете шесть патронов» (2010)
- «Ел бірлігiн жырлаған» («Он пел о единстве народа») (Казахстан, 2012)

Во всех фильмах автор сценария и режиссёр-постановщик.

## Награды и премии
- В 2003 г. созданное Ермолаевым РБК-ТВ было отмечено как «главное телевизионное событие» на Шестом евразийском телефоруме[16].
- Премия «Дарин» Российской академии бизнеса и предпринимательства (2005 г.)[17]
- Лучший менеджер года в области СМИ за 2008 год по версии Международной академии менеджмента[18].
- Премия Eutelsat Hot Bird TV Awards (РБК-ТВ, «лучший новостной спутниковый канал в Европе», ноябрь 2008 г.)[19].
- Приз Международного фестиваля детективного кино DetectiveFEST за короткометражный игровой фильм «В пистолете шесть патронов»[20].
- Премия «Телетриумф» за программу «Вікна» канала СТБ («лучшая информационная программа Украины», ноябрь 2011 г.)[21][22].

### Интервью
- Михаил Ермолаев: «Ставим цель стать глубже и чувствительнее» — интервью с генеральным продюсером по информационно-аналитическому вещанию телеканала «СТБ» (Украина)
- Интервью с Михаилом Ермолаевым — экс-главным редактором «РБК-ТВ», президентом медиа-группы «Страна»
- Михаил Ермолаев: никто не может сказать, что РБК-ТВ — «пиаровский канал» Архивная копия от 4 марта 2016 на Wayback Machine